# Ursula Zybach
Ursula Zybach, née le 29 août 1967 (originaire de Innertkirchen, Pratteln et Hölstein), est une personnalité politique suisse, membre du Parti socialiste.
Elle est députée du canton de Berne au Conseil national en octobre 2023.

## Biographie

### Origines et famille
Ursula Zybach naît le 29 août 1967. Elle est originaire d'Innertkirchen, dans le canton de Berne, et de Pratteln et Hölstein dans le canton de Bâle-Campagne.
Ses parents sont engagés politiquement : son père est responsable des finances au sein du Conseil communal (exécutif) de Spiez et sa mère milite pour le droit de vote des femmes. Elle a un frère et une sœur.
Elle est mariée à Andreas Pfirter et habite à Spiez depuis 2004.

### Enfance et études
Elle grandit à Spiez, où elle fait sa scolarité obligatoire.
Elle étudie ensuite au gymnase d'Interlaken, puis à l'École polytechnique fédérale de Zurich, où elle obtient un diplôme d'ingénieur en technologie alimentaire,.

### Parcours professionnel
Elle est assistante de 1993 à 2000 à l'Institut de médecine sociale et préventive de l'Université de Bâle, dans le domaine de l'analyse sensorielle des aliments, puis travaille pendant deux ans pour l'assureur-maladie Concordia (de), où elle est notamment responsable du magazine et d'un programme de prévention pour les diabétiques.
Elle travaille ensuite pendant onze ans pour la Ligue suisse contre le cancer, jusqu'en 2013, et y intègre le comité directeur. Elle y est notamment responsable de la campagne Cinq fruits et légumes par jour et du programme de prévention du cancer colorectal.
Elle se met par la suite à son compte.

### Autres mandats
Elle préside depuis 2018 l'association bernoise des services d'aide et de soins à domicile et, de 2009 à 2021, l'association Santé publique suisse (de), à la suite du conseiller fédéral Ignazio Cassis.

## Parcours politique
Elle adhère au Parti socialiste en 1988. Elle est l'un des vice-présidents du Parti socialiste bernois de 2010 à 2017.
Elle est membre du Grand Conseil communal (législatif) de Spiez de 2005 à 2011 et le préside en 2009. Elle est ensuite membre du Conseil communal (exécutif), depuis janvier 2012. Elle y est responsable des finances.
Elle est députée au Grand Conseil du canton de Berne depuis le 1er juin 2014, où elle se profile essentiellement sur les questions de santé, et le préside du 6 juin 2017 au 31 mai 2018. Elle participe à diverses actions bénévoles au cours de son année présidentielle pour donner de la visibilité au bénévolat.
Elle est élue au Conseil national en octobre 2023, le Parti socialiste bernois parvenant à y décrocher un siège supplémentaire. Elle est le premier habitant de Spiez à siéger à la chambre basse de l'Assemblée fédérale depuis le socialiste Ernst Jaggi.